# Walter Percy Day
Walter Percy Day (Luton, 19 settembre 1878 – Los Angeles, 20 maggio 1965) è stato un pittore ed effettista britannico. Artista degli effetti speciali cinematografici, noto professionalmente anche come: W. Percy Day; Percy Day; “Pop” o “Poppa” Day, a causa della sua collaborazione con i figli Arthur George Day (1909 – 1952) disegnatore, Thomas Sydney Day (1912 – 1985), fotografo e cameraman, e il figliastro Peter Ellenshaw, anch'egli artista degli effetti speciali.

## Biografia
Walter Percy Day nacque a Luton (Bedfordshire) da Ely Day e Lucy Day, nata Crawley, secondo di tre figli. A quindici anni, Day lavorò come apprendista, con il cugino William J. Roberts, presso un fotografo di Luton. Frequentò la Heatherley's School of Fine Art di Londra specializzata in pittura figurativa e completò la sua educazione alla Royal Academy School of Art (1901 – 1905) vincendo numerosi premi. Dal 1908 al 1912 si stabilì in Tunisia, a Sidi Bou Saïd e Tunisi, dove seguì una carriera di ritrattista e di pittore orientalista. In seguito all'esposizione di una quindicina di suoi dipinti al Grand Hotel di Tunisi nel 1910, divenne membro del Salon tunisino. Le drammatiche conseguenze della rivolta dell'"affaire du Jellaz” obbligò la famiglia Day a ritornare in Gran Bretagna nel 1912.
Allo scoppio della I Guerra Mondiale, Day cercò di arruolarsi, ma fu scartato per ragioni mediche. Assegnato ad una fabbrica d'aerei, diresse il dipartimento di progettazione per tutta la durata della guerra. Finite le ostilità, Percy prese uno studio a Saint John's Wood, nel giardino della casa del Professor Augustus Désiré Waller, un professore di fisiologia della London University. Tra le persone che ritrasse ricordiamo l'industriale e filantropo Andrew Carnegie(Wardown Park Museum, Luton, Bedfordshire). Partecipò inoltre a ad esposizioni organizzate dal Glasgow Institute of the Fine Arts, dal Walter Art Gallery di Liverpool e alle retrospettive annuali della Royal Academy. Un quadro celebrativo dell'Armistizio intitolato The Eleventh Hour of the Eleventh Day of the Eleventh Month, 1918 (Harris Museum, Preston, Lancashire) causò un considerevole rumore sulla stampa. È mentre stava ritraendo il direttore generale della Elder Dempster Steamship Line che il suo modello gli narrò d'aver visto una dimostrazione dei trucchi di ripresa cinematografica conosciuti come Hall process. Mr. Gurney fornì cortesemente all'artista le necessarie introduzioni agli studios.

## L'apogeo del film muto
Nel 1919, presso gli Ideal Film Studios di Borehamwood, vicino a Elstree, Day apprese l'arte del glass shot ed il procedimento Hall, tecniche illusionistiche che permettono di far credere al pubblico di trovarsi in piena giungla, di essere partecipe di avvenimenti storici o di vivere direttamente delle situazioni piene di suspense mentre, in realtà, la troupe non ha mai lasciato lo studio di ripresa. Effetti speciali di questo tipo consentono ai registi di allargare il loro repertorio e di affrontare soggetti che altrimenti sarebbero troppo costosi da produrre.
Inventato dal cineasta americano Norman Dawn (1884 – 1975) nel 1905, il glass shot consiste nel montare delle lastre di vetro, larghe tre o quattro metri, tra la cinepresa e la scena da riprendere sul set o sulla location. L'artista dipinge la scenografia mancante e l'azione viene ripresa attraverso le aree libere. L'inconveniente connesso al glass shot è la sua dispendiosità, giacché la pittura deve essere completata sul set il che significa che le riprese devono essere interrotte finché il lavoro non sia finito. L'Hall process fu brevettato nel 1921 da Walter G. Hall, un tecnico scenografo d'origine inglese attivo ad Hollywood. Consisteva nel dipingere delle prospettive in scala ridotta su cartoncini ritagliati e montati in primo piano tra la cinepresa e il set. Il vantaggio di questa tecnica era l'assenza di riflessi relativi all'uso del vetro.
Al momento in cui Day raggiunse gli studios di Elstree, l'industria cinematografica britannica era in una fase di depressione. D'altra parte, la Francia stava producendo film di tipo narrativo, cosa che spinse Day ad attraversare la Manica; qui introdusse l'uso del glass shot nel cinema francese. Usato per la prima volta in Les Opprimés di Henry Roussell distribuito nel 1923, il procedimento venne salutato dalla critica come una rivoluzione cinematografica. L'Arriviste di André Hugon, distribuito nel 1924, spinse un membro indignato dell'establishment francese a presentare l'interrogazione: “Perché s'era concesso ad uno straniero di filmare la Camera dei Deputati?”. Il pittore non vi aveva mai messo piede ma, giacché l'illusione aveva avuto tale successo da ingannare anche i Membri del Parlamento, venne subissato dalle richieste. Fra i registi con i quali Day collaborò durante gli anni venti si annoverano Jean Renoir, Raymond Bernard, Julien Duvivier e Abel Gance. Oltre a creare gli effetti visuali per Napoleon vu par Abel Gance, Day vi recitò il ruolo dell'ammiraglio inglese Hood. Dal 1928, lo studio di Day divenne un team, quando i figli Arthur George Day (1909 - 1952) e Thomas Sydney Day (1912 – 1985) cominciarono a lavorare con il padre, il maggiore come tecnico ed il minore come cameraman e fotografo di scena, cominciando con il film Verdun, visions d'histoire di Léon Poirier.
Mentre era residente in Francia, Day ritornò brevemente agli studios Elstree per le riprese degli effetti speciali di un film muto inglese, The Ring di Alfred Hitchcock. In quella occasione, l'artista apprese una nuova tecnica, la hanging miniature, che consiste nel sospendere un modello in scala tra la cinepresa e il set in combinazione con l'uso di specchi. L'inventore, Eugen Shüfftan, il cui ufficio era dirimpetto agli studios, gli insegnò direttamente il procedimento. La hanging miniature usata nella scena del ring di boxe all'Albert Hall fu il primo procedimento usato in un film inglese.

## Il mascherino fisso (stationary matte)
Avendo già usato la mascheratura quando era apprendista fotografo, Day rifletteva all'idea di usare delle maschere per oscurare delle aree di fronte alle lenti della cinepresa mentre era a Elstree. Per le riprese di una facciata di grandi magazzini nel film Au Bonheur des Dames di Julien Duvivier (1929) si trovò un'insormontabile difficoltà, cosa che diede a Day l'opportunità di mettere la sua teoria in pratica. Il cameraman era impossibilitato a distanziarsi sufficientemente dai palazzi per fare una panoramica e per ragioni di sicurezza era fuori di discussione poter montare una lastra di vetro di 4 metri in un boulevard trafficato.
Il mascherino fisso, comunque sia, non era un concetto nuovo. È più giusto dire che Day fu il pioniere di questa tecnica in Europa. Nel classico caso di “grandi menti che pensano la stessa cosa”, Norman Dawn aveva già inventato una tecnica simile, di doppia esposizione, battezzata “the original-negative process”. Dawn brevettò la sua invenzione l'11 giugno 1918, sporse denuncia per violazione del brevetto tre anni dopo. I coimputati, artisti tra cui Ferdinand Pinney Earl, lo contro-denunciarono dichiarando che la tecnica della mascheratura delle immagini e della doppia esposizione erano da lungo tempo tradizionali nell'industria; la battaglia legale alla fine fu persa da Dawn. È chiaro che Day era inconsapevole degli sviluppi d'oltre oceano. Egli scrisse, a proposito dei mascherini fissi per Au Bonheur des Dames che “per quanto ne so, questa era la prima volta che il mio metodo veniva usato ”.
Il mascherino fisso, denominato “Day process” in Francia, consiste nel mascherare parti dell'inquadratura, in alto e sui fianchi, con cartoncini neri sistemati di fronte alle lenti. Dopo la ripresa, alcuni metri di prova vengono messi da parte ed il resto della ripresa viene conservato per un uso successivo. La pellicola di test viene quindi proiettata su un vetro montato nello studio del pittore e le parti omesse dipinte sul vetro in accordo con gli schizzi forniti dall'art director. Una volta finita la pittura, il film esposto è ricaricato sulla cinepresa, le parti già esposte mascherate con cartoncini neri e si riprende una seconda volta il dipinto. Girato interamente nello studio, il mascherino dipinto elimina la necessità di montare lastre di vetro sulla location e finché non è stato soppiantato dal computer, è rimasto un punto di forza del repertorio degli effetti speciali. Poiché l'artista non ha più bisogno di completare il dipinto sul set o sulla location, la troupe può continuare a girare mentre l'artista delle mattes lavora nel suo studio, cosa che si trasforma in prodigiosi risparmi per l'industria del cinema. Il procedimento venne usato sia in film muti francesi che in film spagnoli, come La Bodega di Benito Peroro. Ma il disastro accadde sei mesi dopo con la proiezione del primo film sonoro. La vibrazione della cinepresa sonora Debrie causava la messa fuori fuoco dei mascherini, segnando il rintocco funebre della carriera della famiglia Day in Francia.

## Una carriera nell'industria cinematografica britannica
Un incontro con Alexander Korda aprì nuove prospettive per lo studio Day. Su raccomandazione di Georges Périnal, direttore di fotografia di Marius, Korda commissionò a Day l'esecuzione dei mattes shots per The Private Life of Henry VIII un film interpretato da Charles Laughton e realizzato nel 1933. Il produttore/regista ungherese non era disturbato dal problema delle vibrazioni per delle buone ragioni: i suoi studios erano forniti delle nuove cineprese sonore Bell and Howell che erano dotate di perni fissanti atti a prevenire le vibrazioni. Di conseguenza Day stabilì uno studio a Iver (Buckinghamshire) e dal 1936 diresse il dipartimento dei matte shots dei Denham Studios. L'artista dipinse matte e creò effetti speciali per numerosi film di Korda e della sua scuderia di giovani registi, che comprendeva suo fratello Zoltán Korda, Anthony Asquith, William Cameron Menzies, Lothar Mendes, David Lean, Michael Powell e Emeric Pressburger. Nel 1946 Day si unì al gruppo Korda come Direttore degli Effetti Speciali nei nuovi edifici di Korda agli Shepperton Studios, dove rimase fino al suo ritiro dal lavoro nel 1952.
Il 1938 segnò una pietra miliare nella storia della cinematografia britannica con la realizzazione del primo film a colori, The Drum, diretto da Zoltán Korda. Day diede prova di saper superare le difficoltà tecniche nell'adattare il procedimento dei mascherini fissi al Technicolor, risolto con l'aiuto del tecnico Douglas Hague. L'anno successivo, Alexander Korda cominciò la produzione di un film, con effetti speciali anch'essi realizzati in Technicolor, The Thief of Bagdad. Memorabili le sequenze create da Day, uno dei quattro art director associati, tra cui l'avvicinamento ai Palazzi Blu e Rosa, il cavallo volante montato dal califfo, il tappeto volante sul quale Sabu fa la sua spettacolare fuga e la ricerca dell'occhio onnivedente sulla testa dell'idolo.
Il team di Day si disciolse allo scoppio della seconda guerra mondiale, quando tutti e tre i suoi figli vennero arruolati. Arthur fu spedito in Libia con la Film and Photographic Unit della VIIIa Armata sotto il comando del Maresciallo Montgomery. Suo fratello fu assegnato alla Cinematographic Unit dell'esercito e passò il periodo bellico nel Regno Unito, girando film di propaganda in Galles e Scozia. Peter venne arruolato come pilota nella Royal Air Force e, in seguito ad un incidente, divenne pilota istruttore. Pop Day istruì diversi artisti di mattes tra cui Wally Veevers, che gli subentrò al Matte Department degli Shepperton Studios quando Day si ritirò.
Nel corso della guerra, gli studi cinematografici produssero una serie di film eroici, mirati a risollevare il morale dei britannici assediati, tra cui 49th Parallel di Powell & Pressburger, In Which We Serve di Noël Coward e David Lean e The First of the Few [U.S. Spitfire] di Leslie Howard. Oltre la progettazione di effetti speciali per questi film, Day creò trucchi cinematografici per molti altri classici girati negli anni quaranta, tra cui The Life and Death of Colonel Blimp; Things to Come; A Matter of Life and Death [US: Stairway to Heaven]; Henry V, Anna Karenina, The Third Man e Black Narcissus. Girato interamente negli studi di Pinewood con le matte delle montagne dell'Himalaya dipinte da Day e dai suoi assistenti, Black Narcissus è stato recentemente eletto in una votazione organizzata dal giornale The Times quale miglior film britannico di tutti i tempi. Nella magistrale produzione di Henry V di Laurence Olivier, molte delle scene della battaglia di Agincourt erano mattes shots dipinte da Day, che non volle mai rivelare come progettò il movimento delle teste dei cavalli, lo sventolio degli stendardi e il volo delle frecce nella ripresa completata. La produzione Archers di I Know Where I'm Going è famosa per la sequenza in cui la barca degli interpreti viene risucchiata nel vortice di Corryvreckan. Nella sua autobiografia, Powell racconta che Day creò il vortice con materiale plastico somigliante a gelatina, montato su un braccio eccentrico che avrebbe dovuto girare a velocità variabili in un bidone pieno d'acqua, filmato con una cinepresa ad alta velocità, che girava in reverse. L'autore di un articolo dedicato a “The Magician of British Cinema” ha riportato che l'artista stesso fu sempre riluttante a rivelare i propri segreti.
Nel 1948 Day fu insignito dell'O.B.E. per i suoi servizi al cinema britannico. Il cameraman Christopher Challis ha reso omaggio all'eredità di Percy Day: Fu capace di coniugare sfondi dipinti su vetro con l'azione reale in primo piano, aprì un nuovo mondo ai film makers… Per apprezzare la grandezze della sua impresa, bisogna comprendere la complessità del lavoro. Ore di lavoro coscienzioso con numerose repliche di ripresa per ottenere la perfezione. Ora è tutto troppo facile con computer ed elettronica e restano poche persone che possano capire quanto fosse complicato. Il nome [di Day] dovrebbe essere annoverato fra I grandi pionieri, accanto a Gaumont, Lumière etc. Michael Powell, da parte sua, salutò Percy Day come il più grande trick-man e mago del cinema che abbia mai conosciuto…. L'opera di Percy Day è stata classificata dal quotidiano britannico The Independent alla pari con quella del grande genio francese degli effetti speciali, Georges Méliès.

## Filmografia

### Effetti visivi
- Les Opprimés, regia di Henry Roussel (1923)
- L'Arriviste, regia di André Hugon (1924)
- La terra promessa (La Terre promise), regia di Henry Roussel (1925)
- Le Bossu, regia di Jean Kemm (1925)
- La Flamme, regia di René Hervil (1926)
- Nanà (Nana), regia di Jean Renoir (1926)
- Michel Strogoff, regia di Viktor Turžanskij (1926)
- L'Homme à l'Hispano, regia di Julien Duvivier (1926)
- Napoleone (Napoléon), regia di Abel Gance (1927)
- Vinci per me! (The Ring), regia di Alfred Hitchcock (1927)
- Croquette, regia di Louis Mercanton (1927)
- Le Mystère de la Tour Eiffel, regia di Julien Duvivier (1928)
- Le Martyre de Sainte-Maxence, regia di Donatien (1928)
- Le Tourbillon de Paris, regia di Julien Duvivier (1928)
- Verdun, visions d'histoire, regia di Léon Poirier (1928)
- La Merveilleuse Vie de Jeanne d'Arc, regia di Marco de Gastyne (1929)
- Cagliostro - Liebe und Leben eines großen Abenteurers, regia di Richard Oswald (1929)
- La Divine croisière, regia di Julien Duvivier (1929)
- Vivre, regia di Robert Boudrioz (1929)
- Maman Colibri, regia di Julien Duvivier (1929) - non accreditato
- La Vie miraculeuse de Thérèse Martin, regia di Julien Duvivier (1929)
- La bodega, regia di Benito Perojo (1930)
- Il tempio delle tentazioni (Au Bonheur des Dames), regia di Julien Duvivier (1930)
- La fine del mondo (La Fin du monde), regia di Abel Gance (1931)
- Le Roi des Aulnes, regia di Marie-Louise Iribe (1931)
- Le sei mogli di Enrico VIII (The Private Life of Henry VIII), regia di Alexander Korda (1933)
- La Primula Rossa (The Scarlet Pimpernel), regia di Harold Young (1934) - non accreditato
- Bozambo, il gigante nero (Sanders of the River), regia di Zoltán Korda (1935)
- Scrooge, regia di Henry Edwards (1935) - non accreditato
- Le due città (A Tale of Two Cities), regia di Jack Conway (1935)
- Il fantasma galante (The Ghost Goes West), regia di René Clair (1935) - non accreditato
- La vita futura (Things to Come), regia di William Cameron Menzies (1936) - non accreditato
- L'arte e gli amori di Rembrandt (Rembrandt), regia di Alexander Korda (1936) - non accreditato
- L'uomo dei miracoli (The Man Who Could Work Miracles), regia di Lothar Mendes (1937) - non accreditato
- Elisabetta d'Inghilterra (Fire Over England), regia di William K. Howard (1937) - non accreditato
- La danza degli elefanti (Elephant Boy), regia di Zoltán Korda e Robert J. Flaherty (1937) - non accreditato
- Patrizia e il dittatore (Storm in a Teacup), regia di Ian Dalrymple e Victor Saville (1937) - non accreditato
- L'ultimo treno da Mosca (Knight Without Armour), regia di Jacques Feyder (1937) - non accreditato
- La grande imperatrice (Victoria the Great), regia di Herbert Wilcox (1937) - non accreditato
- Il principe Azim (The Drum), regia di Zoltán Korda (1938)
- Sixty Glorious Years, regia di Herbert Wilcox (1938)
- La voce nella tempesta (Wuthering Heights), regia di William Wyler (1939) - non accreditato
- Le quattro piume (The Four Feathers), regia di Zoltán Korda (1939) - non accreditato
- La taverna della Giamaica (Jamaica Inn), regia di Alfred Hitchcock (1939) - non accreditato
- Il maggiore Barbara (Major Barbara), regia di Gabriel Pascal (1941) - non accreditato
- Com'era verde la mia valle (How Green Was My Valley), regia di John Ford (1941) - non accreditato
- Il primo dei pochi (The First of Few), regia di Leslie Howard (1942)
- Eroi del mare (In Which We Serve), regia di Noël Coward e David Lean (1942) - non accreditato
- Duello a Berlino (The Life and Death of Colonel Blimp), regia di Michael Powell e Emeric Pressburger (1943) - non accreditato
- Nuovo orizzonte (The Demi-Paradise), regia di Anthony Asquith (1943) - non accreditato
- Un racconto di Canterbury (A Canterbury Tale), regia di Michael Powell e Emeric Pressburger (1944) - non accreditato
- Mr. Emmanuel, regia di Harold French (1944) - non accreditato
- Enrico V (The Chronicle History of King Henry the Fifth with His Battell Fought at Agincourt in France), regia di Laurence Olivier (1944) - non accreditato
- So dove vado (I Know Where I'm Going!), regia di Michael Powell e Emeric Pressburger (1945) - non accreditato
- Cesare e Cleopatra (Caesar and Cleopatra), regia di Gabriel Pascal (1945)
- Uomini di due mondi (Men of Two Worlds), regia di Thorold Dickinson (1946) - non accreditato
- Narciso nero (Black Narcissus), regia di Michael Powell e Emeric Pressburger (1947) - non accreditato
- Carnefice di me stesso (Mine Own Executioner), regia di Anthony Kimmins (1947) - non accreditato
- Carlo di Scozia (Bonnie Prince Charlie), regia di Anthony Kimmins (1948) - non accreditato
- The Last Days of Dolwyn, regia di Emlyn Williams (1949) - non accreditato
- Il terzo uomo (The Third Man), regia di Carol Reed (1949) - non accreditato
- L'inafferrabile Primula Rossa (The Elusive Pimpernel), regia di Michael Powell e Emeric Pressburger (1950)
- La volpe (Gone to Earth), regia di Michael Powell e Emeric Pressburger (1950)

### Effetti speciali
- Le Joueur d'échecs, regia di Raymond Bernard (1927)
- Missione segreta (Secret Mission), regia di Harold French (1942)
- La famiglia Gibbon (This Happy Breed), regia di David Lean (1944)
- Intermezzo matrimoniale (Perfect Strangers), regia di Alexander Korda (1945)
- Panico (Panique), regia di Julien Duvivier (1946)
- Scala al paradiso (A Matter of Life and Death), regia di Michael Powell e Emeric Pressburger (1946)
- Vendetta nel sole (A Man About the House), regia di Leslie Arliss (1947)
- Un marito ideale (An Ideal Husband), regia di Alexander Korda (1947)
- Nightbeat, regia di Harold Huth (1947)
- Anna Karenina, regia di Julien Duvivier (1948)
- Idolo infranto (The Fallen Idol), regia di Carol Reed (1948)
- Tutto mi accusa (The Winslow Boy), regia di Anthony Asquith (1948)
- Saints and Sinners, regia di Leslie Arliss (1949)
- La rosa nera (The Black Rose), regia di Henry Hathaway (1950)
- Un monello alla corte d'Inghilterra (The Mudlark), regia di Jean Negulesco (1950)
- Pandora (Pandora and the Flying Dutchman), regia di Albert Lewin (1951)
- L'avventuriero della Malesia (Outcast of the Islands), regia di Carol Reed (1951)

### Referenze
- British Film Yearbook, Londra, 1949–1950, p. 520
- Royal Academy Exhibitions 1905-1970. A Dictionary of Artists and their Work in the Summer Exhibitions of the Royal Academy of Arts. Londra, E. P. Publishing, 1977, vol. II, p. 138.
- Brian McFarlane. The Encyclopedia of British Film. Londra, Methuen, 2003, p. 166
- Maurice Bessy; Jean-Louis Chardans. Dictionnaire du cinéma et de la television. Parigi, Pauvert, 1966, vol. 2 p. 21 [Attenzione all'AMBIGUITÁ con Will Day]
- Susan Day. “Walter Percy Day”. Allgemeines Künstlerlexikon. Monaco, Lipsia, K.G. Saur Vg., 2000, vol. 24, pp. 581–582

### Monografie
- Linda d'Agostino Clinger, The Garden Within. The Art of Peter Ellenshaw. Venice, Mill Pond Press, 1996
- British Film Institute presents… Napoléon vu par Abel Gance, Programma della presentazione, Festival Hall, London, 2000
- Kenneth Brownlow, Napoléon, Abel Gance's Classic Film. Londra 1983, p. 118-119
- Ivan Butler, Cinema in Britain. An Illustrated History. Londra, 1973, p. 75, 153.
- Jack Cardiff, Magic Hour. Londra, Faber & Faber, 1996
- The Chess Player, (The Joueur d'échecs) Thames Television and National Film Archive Programma di presentazione, Londra, 1990
- Ian Christie, Arrows of Desire. The Films of Michael Powell and Emeric Pressburger, Londra, 1985
- Mark Cotta Vaz; Craig Barron. The Invisible Art. The Legends of Movie Matte Painting. San Francisco: Chronicle Books, 2002, p. 27
- John Culhane, Special Effects in the Movies. How they do it. New York, Ballantine Books, 1981, p. 45, 50-52, 155-156
- Maurice Culot. Le temps des boutiques. De l'échoppe à eBay. Bruxelles: A.A.M., s.d., p. 10-11
- Max Douy, Jacques Douy, Décors de Cinéma. Les Studios français de Mélès à nos jours. Parigi, 1993, p. 45
- Charles Drazin, In Search of the Third Man. Londra, Methuen, 1999
- Peter Ellenshaw, Ellenshaw under Glass. Going to the Matte for Disney. Santa Clarita, Camphor Tree Publishers, 2003
- Karol Kulik, Alexander Korda. The Man Who Could Work Miracles. Londra, 1975 (ristampa 1990)
- Philip Leibfried; Malcolm Willits; Jim Danforth. Alexander Korda's The Thief of Bagdad. An Arabian Fantasy. Pasadena, Castle Press, 2003
- Rachel Low. Film Making in 1930's Britain. Londra, Allen & Unwin, 1985, p. 250
- Michael Powell, A Life in Movies: An Autobiography. Londra, Mandarin, 1986
- Michael Powell. Million-Dollar Movie. New York, Random House, 1995
- Christopher Finch, Special Effects. Creating Movie Magic. New York, Abbeville Press, 1984, p. 68
- Rolf Giesen, "Special Effects. King Kong, Orphée und die Reise zum Mond". Ebersberg, Edition Achteinhalb, 1985, p. 159
- Alan McKenzie; Derek Ware. Hollywood Tricks of the Trade. Londra, Multimedia Publications, 1986, pp. 19–20